# Autostrada RA15 (Włochy)
Autostrada RA15 (wł. Tangenziale di Catania) – łącznik autostradowy w południowych Włoszech, w regionie Sycylia.
Trasa łączy San Gregorio di Catania z Catanią. Arteria jest długa 24,000 km.
Autostradą zarządza spółka "ANAS S.p.A.".